# جون كوثبرت
جون كوثبرت هو عداء مراثوني كندي، ولد في 1894 في غلاسكو في المملكة المتحدة، وتوفي في 10 مايو 1960.

## وصلات خارجية
- جون كوثبرت على موقع أوليمبيديا (الإنجليزية)